# Żydowo (Bartoszyce)
Żydowo (deutsch Siddau) ist ein Ort in der polnischen Woiwodschaft Ermland-Masuren. Er gehört zur Gmina Bartoszyce (Landgemeinde Bartenstein) im Powiat Bartoszycki (Kreis Bartenstein (Ostpr.)).

## Geographische Lage
Żydowo liegt fünf Kilometer südlich der polnischen Staatsgrenze zur russischen Oblast Kaliningrad (Gebiet Königsberg (Preußen)) in der nördlichen Mitte der Woiwodschaft Ermland-Masuren. Bis zur früheren und heute auf russischem Hoheitsgebiet gelegenen Kreisstadt Friedland (Ostpr.) (russisch Prawdinsk) sind es 19 Kilometer in nordöstlicher Richtung. Die heutige Kreismetropole Bartoszyce (deutsch Bartenstein (Ostpr.)) liegt sieben Kilometer in südlicher Richtung entfernt.

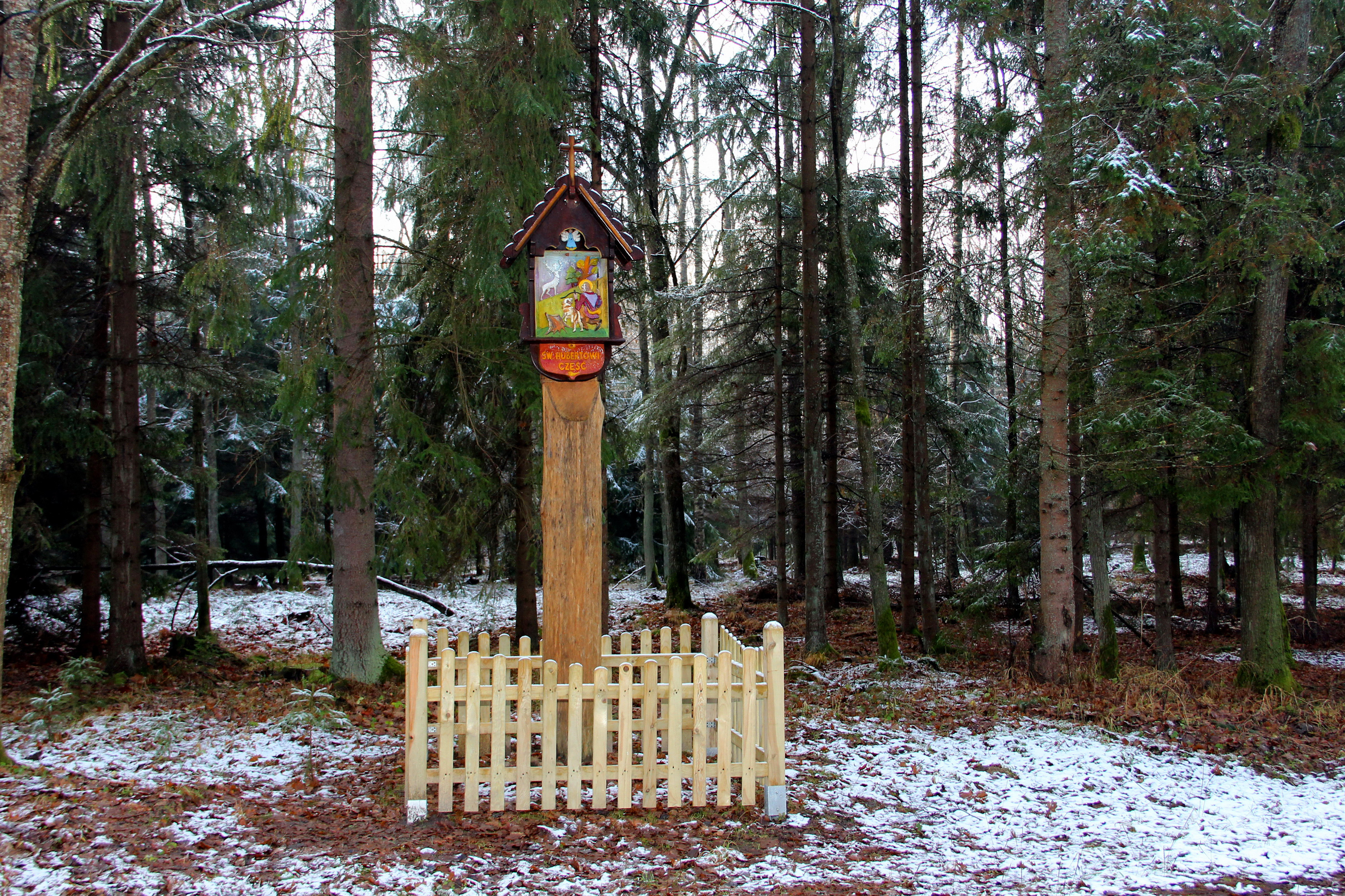
Hubertus-Wegekreuz im Wald bei Żydowo

## Geschichte
Erstmals erwähnt wurden Dorf und Waldhaus Seduwo im Jahre 1414 und nach 1419 Siddwo, nach 1424 Sziddaw, nach 1495 Seddauen, nach 1512 Sudau und Sidawen, nach 1570 Sieddau und erst nach 1785 Siddau genannt. 1874 wurde die Landgemeinde in den neu gebildeten Amtsbezirk Liekeim im ostpreußischen Kreis Friedland (1927 in  „Kreis Bartenstein“ umbenannt) aufgenommen. 211 Einwohner zählte Siddau im Jahre 1910.
Der Nachbarort Neu Aßmanns (polnisch Nowe Witki) wurde am 30. September 1928 nach Siddau eingemeindet. Am 1. November 1928 vergrößerte sich Siddau noch einmal – um die Gemarkung Glommer Wald der Landgemeinde Kromargen (polnisch Kromarki) aus dem Amtsbezirk Beisleiden, die eingegliedert wurde. Die Einwohnerzahl Siddaus belief sich 1933 auf 289. Am 1. April 1937 kam es zur Eingliederung der Gemeinde Sauerschienen (polnisch Zawiersze) aus dem Amtsbezirk Liesken (polnisch Liski) in die Gemeinde Siddau. Im Jahre 1939 betrug die Einwohnerzahl Siddaus 264.
1945 wurde in Kriegsfolge das gesamte südliche Ostpreußen an Polen abgetreten. In diesem Zusammenhang bekam Siddau die polnische Namensform „Żydowo“ und ist heute ein Ortsteil der Landgemeinde Bartoszyce (Bartenstein) im Powiat Bartoszycki (Kreis Bartenstein), von 1975 bis 1998 der Woiwodschaft Olsztyn, seither der Woiwodschaft Ermland-Masuren zugehörig.
Żydowo war von 1954 bis 1959 Sitz der gleichnamigen Gromada. Die Einwohnerzahl des Dorfes belief sich im Jahre 2022 auf 126.

## Kirche
Bis 1945 war Siddau in die evangelische Kirche St. Johann in Bartenstein in der Kirchenprovinz Ostpreußen der Kirche der Altpreußischen Union, außerdem in die römisch-katholische Kirche St. Bruno der Stadt im damaligen Bistum Ermland eingepfarrt.
Der kirchliche Bezug zur Stadt Bartoszyce besteht auch heute noch für Żydowo: zur – jetzt dem Erzbistum Ermland zugehörigen – römisch-katholischen Kirche und zur evangelischen Kirchengemeinde, die jetzt als Filialgemeinde von Kętrzyn (Rastenburg) in der Diözese Masuren der Evangelisch-Augsburgischen Kirche in Polen aus betreut wird.

## Schule
In Siddau wurde im 18. Jahrhundert eine Schule gegründet. 1935 wurden in ihr 94 Kinder von zwei Lehrern unterrichtet.

## Verkehr
Żydowo liegt an der verkehrsreichen polnischen Woiwodschaftsstraße 512, die von der polnisch-russischen Grenze bei Szczurkowo (Schönbruch) über Bartoszyce (Bartenstein) und Górowo Iławeckie (Landsberg) bis nach Pieniężno (Mehlsack) führt. Sie verläuft auf der Trasse der einstigen deutschen Reichsstraße 142, die bereits in Wehlau (russisch Snamensk) begann und über Friedland (Prawdinsk) und Bartoszyce bis nach Braunsberg (Braniewo) führte.
Über eine Anbindung an den Bahnverkehr verfügt Siddau nicht.